# Clifton (Nowy Jork)
Clifton – miasto w Stanach Zjednoczonych, w stanie Nowy Jork, w hrabstwie St. Lawrence.